# تومي بيرن (سياسي)
تومي بيرن (بالإنجليزية: Tommy Byrne)‏ هو لاعب كرة قاعدة وسياسي أمريكي، ولد في 31 ديسمبر 1919 في بالتيمور في الولايات المتحدة، وتوفي في 20 ديسمبر 2007 في الولايات المتحدة.

## روابط خارجية
- تومي بيرن على موقعبيزبول رفرنس.كوم (الدوري الرئيسي) (الإنجليزية)
- تومي بيرن على موقع قاعة كارولاينا الشمالية للمشاهير الرياضية (الإنجليزية)